# Peter Järn
Peter Magnus Ronnie Järn, född 16 januari 1965 i Stockholm, är en svensk skådespelare.

## Filmografi
- 1999 – Shakespeare's Macbeth
- 2007 – Ett gott parti (TV-serie)
- 2008 – Nine-ball
- 2008 – Vampyrer
- 2008 – Oskyldigt dömd (TV-serie)
- 2009 – Beck – Levande begravd
- 2010 – Återfödelsen
- 2013 – Wallander – Mordbrännaren
- 2016 – Tjockare än vatten
- 2017 – Farang (TV-serie)

## Teater

### Roller (ej komplett)
| År   | Roll                   | Produktion                                                                                | Regi                  | Teater                             |
| ---- | ---------------------- | ----------------------------------------------------------------------------------------- | --------------------- | ---------------------------------- |
| 2006 | Parolle                | Slutet gott, allting gott (All's Well That Ends Well) William Shakespeare                 | Thomas Segerström     | Romateatern                        |
| 2006 |                        | Cleansed Sarah Kane                                                                       | Kjersti Horn          | Dramatiska institutet              |
| 2012 |                        | Gengångare och zombies Henrik Ibsen och Gustav Tegby                                      | Rikard Lekander       | Malmö stadsteater                  |
| 2013 |                        | En julsaga (A Christmas Carol in Prose, Being a Ghost-Story of Christmas) Charles Dickens | Rikard Lekander       | Uppsala stadsteater                |
| 2014 |                        | Stjärnan och odjuret Dennis Magnusson                                                     | Sara Cronberg         | Uppsala stadsteater                |
| 2015 |                        | I väntan på Godot (En attendant Godot') Samuel Beckett                                    | Pontus Stenshäll      | Moment:Teater/ Uppsala stadsteater |
| 2017 |                        | Dr. Moreaus ö (The Island of Doctor Moreau) H.G. Wells                                    | Rikard Lekander       | Moment:teater                      |
| 2018 | Grannen Brorsan Barnet | Ur svenska hjärtans djup Kristian Hallberg                                                | Tobias Hagström-Ståhl | Teater Galeasen                    |
| 2019 | Toby Tim Mark En man   | Ett självmords anatomi (Anatomy of a suicide) Alice Birch                                 | Suzanne Osten         | Malmö Stadsteater                  |
| 2021 |                        | Ambulans Paula Stenström Öhman                                                            | Paula Stenström Öhman | Dramaten                           |
| 2025 |                        | Fem scener Norén Lars Norén                                                               | Markus Öhrn           | Dramaten                           |